# Манфредония (залив)
Манфредо́ния (итал. Golfo di Manfredonia) — открытый залив Адриатического моря у берегов Италии, к югу от полуострова Гаргано на юго-восточном побережье Апеннинского полуострова. Глубины 12—16 м. Берега на севере высокие, скалистые, на юге низменные, заболоченные. В залив впадают реки Канделаро, Черваро, Офанто и Карапелле. В вершине порт Манфредония.

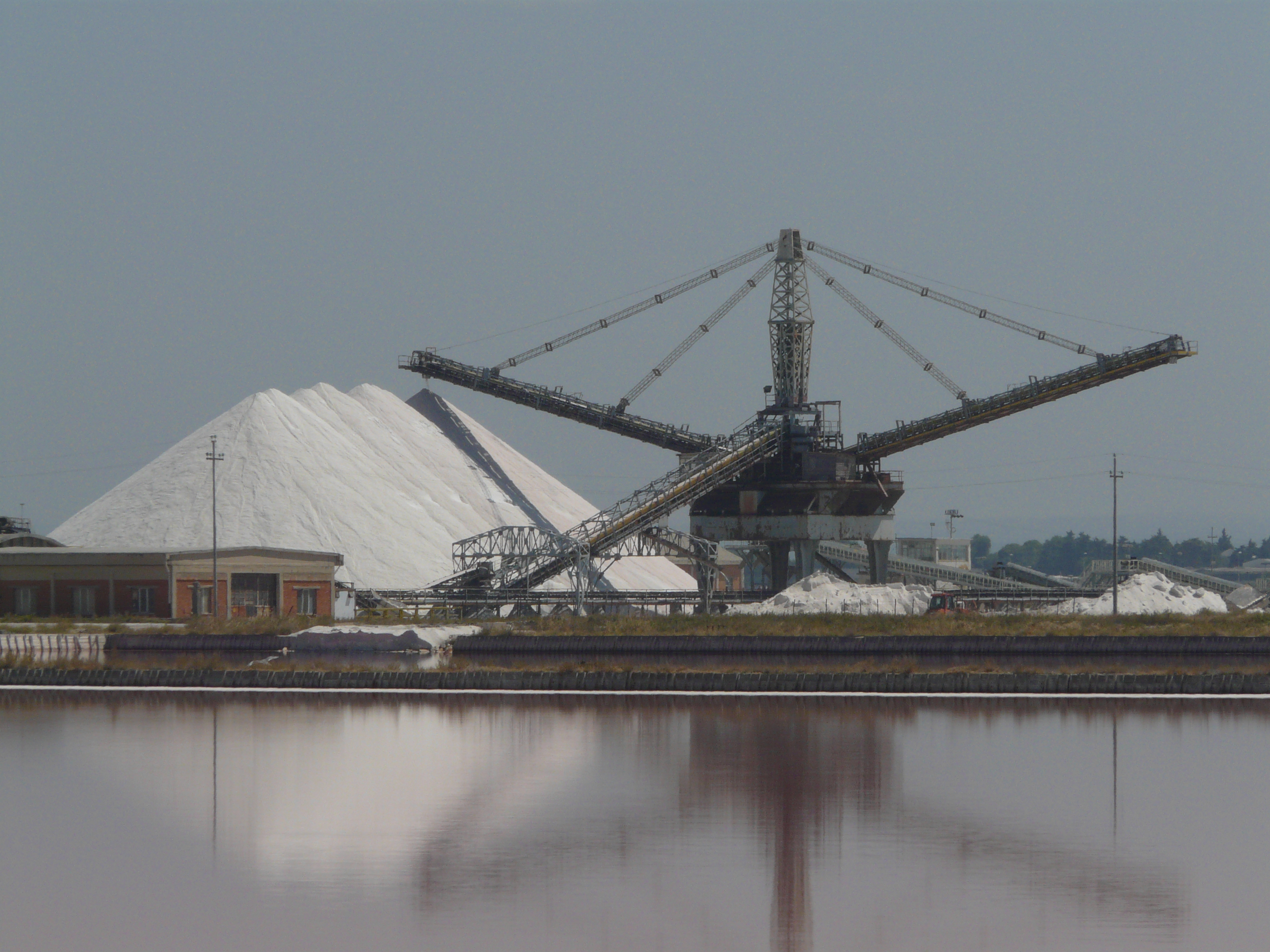
Соляные разработки у города Маргерита-ди-Савойя

Побережье залива представляет собой полосу суши, прилегающую к восточному склону южных Апеннин и сложенную напластованиями в мезозой и третичный период, захваченными лишь слабой складчатостью, а в четвертичный период приподнятыми в виде куполообразного массива Монте-Гаргано и длинного мелового плато Мурдже, вытянутого к юго-востоку и выступающего в море полуостровом Салентина. Между ними находится недавно приподнятый участок дна залива — низменность Таволиере, сложенная плиоценовыми слоями, прикрытыми морскими четвертичными отложениями. Таволиере находится в одном из самых сухих районов Италии и получает среднегодовое количество осадков менее 500 мм.

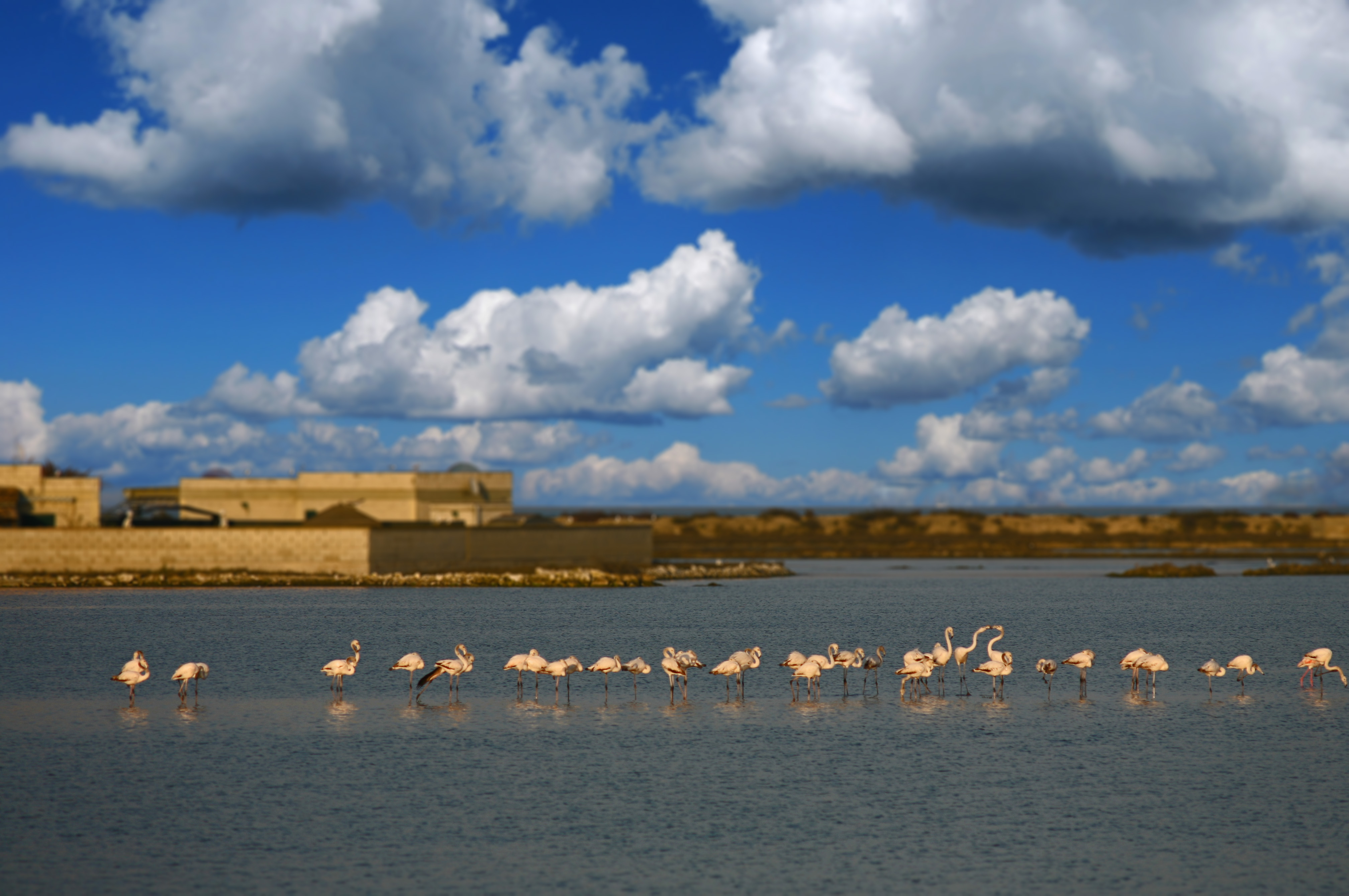
Красный фламинго на озере Сальсо у города Манфредония

На низменности Таволиере, у города Маргерита-ди-Савойя находятся соляные разработки — крупнейшие по производительности соляные разработки в Италии. Древнегреческий географ Страбон сообщает о существовавшем здесь, между Салапией и Сипунтом большом озере с выходом в море. Комплекс сообщающихся прибрежных водно-болотных угодий представляет собой то, что сегодня осталось от древних мелиоративных вмешательств, затронувших всё побережье залива Манфредония. Комплекс солончаков Маргерита-ди-Савойя, соединённых с морем, — один из крупнейших в Европе. Его площадь около 4200 га. На участке развились заросли галофитов (гигрогалофитов) семейства Амарантовые с преобладанием Arthrocaulon macrostachyum. Здесь находится множество водоёмов разной глубины и солённости. Тростник и травы семейства Осоковые образуют разбросанные заросли. Комплекс является водно-болотными угодьями международного значения, входящими в Рамсарский список (3871 га с 1979 года) и сеть охранных участков на территории ЕС «Натура 2000». Играет важную роль как район отдыха, зимовки и размножения на путях миграции птиц, пересекающих Средиземное море. На участке зимуют до 30 000 водоплавающих птиц многочисленных видов. В середине 1990-х годов здесь начала гнездится крупнейшая на материковой части Италии колония красных фламинго (Phoenicopterus ruber). Из других редких видов — шилоклювка (Recurvirostra avosetta), морской голубок (Chroicocephalus genei), черноголовая чайка (Ichthyaetus melanocephalus), чайконосая крачка (Gelochelidon nilotica). Деятельность человека включает коммерческую добычу соли, разведение рыбы и экотуризм.
Болото Фраттароло представляет собой обширную затопленную прибрежную равнину, в древности затопляемую Канделаро, с обширными участками Arthrocaulon macrostachyum, плавнями и тростниковыми зарослями. Tamarix africana образует разбросанные заросли. Среди видов, представляющих особый интерес и наблюдаемых в районе Фраттароло, — тонкоклювый кроншнеп (Numenius tenuirostris).
Озеро Сальсо (ex Daunia Risi) представляет собой обширное пресное искусственное водохранилище с обширными зарослями тростника и затопленными болотами.
Салапия служила гаванью для древнего города Аргириппа (Арпи), находившегося близ города Фоджа. По Страбону Сипунт (др.-греч. Σιπιούς, лат. Sipontum) получил название от выбрасываемых на берег каракатиц (др.-греч. σηπία, лат. sepia).